# Grabowiec (powiat zamojski)
Grabowiec – osada w Polsce, położona w województwie lubelskim, w powiecie zamojskim, w gminie Grabowiec. Leży 22 km na północny wschód od Zamościa, na terenie Działów Grabowieckich, nad rzeką Kalinówką (lewy dopływ Wolicy).
Dawniej miasto, w latach 1368–1772 stolica powiatu grabowieckiego, ważne miasto królewskie na ziemi bełskiej i siedziba obieralnych starostów. W latach 1954–1972 wieś należała i była siedzibą władz gromady Grabowiec. W latach 1975–1998 miejscowość administracyjnie należała do województwa zamojskiego.

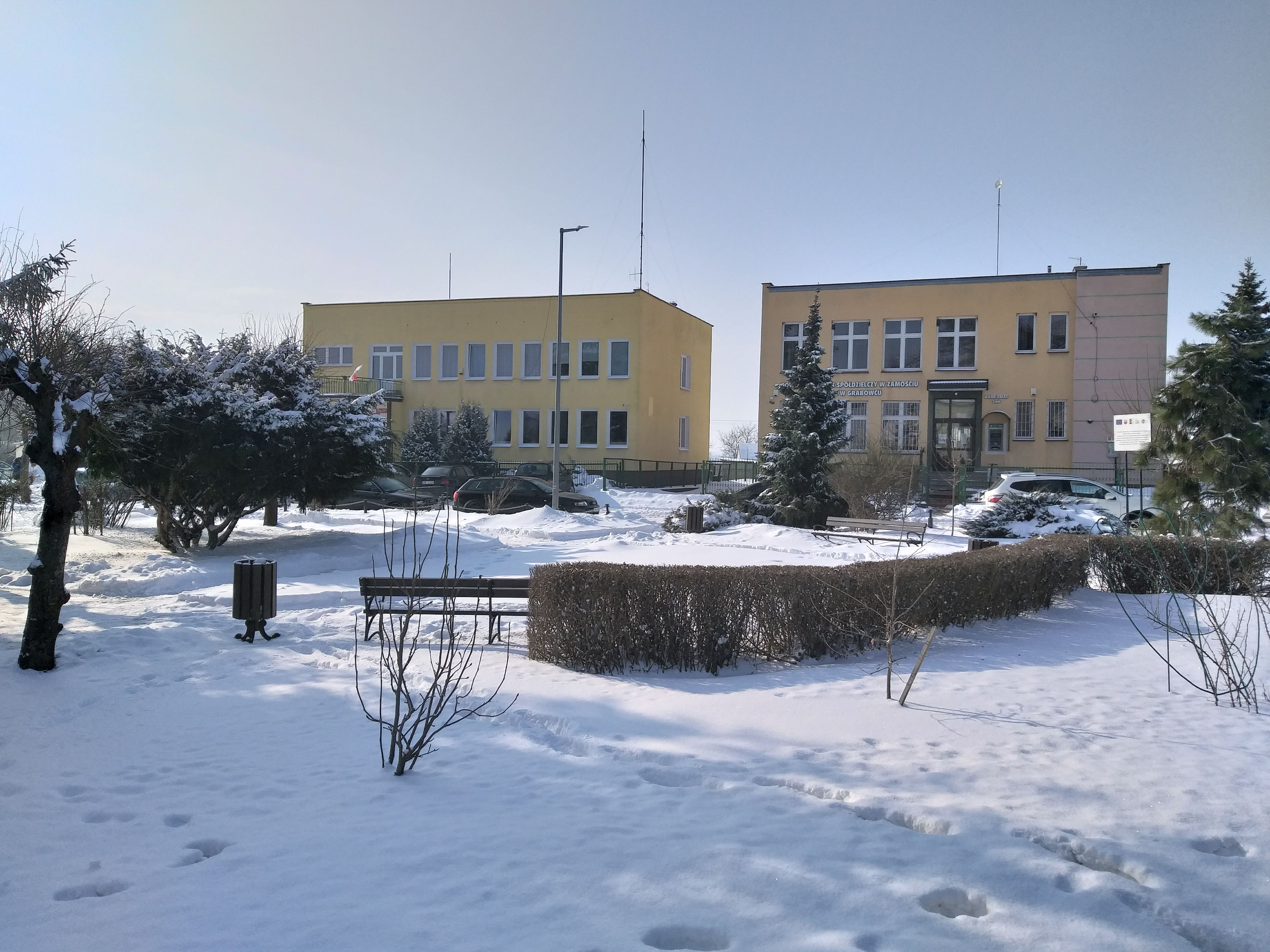
Widok na skwer, kościół parafialny, szkołę, bank.

Osada jest sołectwem, siedzibą gminy Grabowiec. Według Narodowego Spisu Powszechnego z roku 2011 osada liczyła 883 mieszkańców.
Wieś jest siedzibą rzymskokatolickiej parafii św. Mikołaja w Grabowcu.

## Toponimia
Według legendy nazwa wsi pochodzi od otaczających ją lasów grabowych, w których pasącą owce dziewczynę spotkał zbłąkany rycerz. Oczarowany jej wdziękiem postanowił ją poślubić, a w lesie, w którym się spotkali, założyć gród o nazwie Grabowiec (od grabów i owiec).

## Historia
Pierwsze wzmianki o miejscowości pochodzą z 1268 r. i zamieszczone są w kronice ruskiej. W XIII wieku był to gród obronny książąt ruskich położony na szlaku handlowym z Włodzimierza Wołyńskiego do Zawichostu. Najprawdopodobniej miejscowość wchodziła również w skład Grodów Czerwieńskich.
W 1366 r. wieś znalazła się w granicach Polski i od tej pory Grabowiec występował jako miasto. W 1388 r. miejscowość, z całą ziemią bełską, przejęli w posiadanie książęta mazowieccy. W 1462 r. Grabowiec został włączony bezpośrednio do województwa bełskiego Korony Królestwa Polskiego. Miejscowość stanowiła wówczas ośrodek rzemieślniczy.
Prawdopodobnie w Grabowcu w XIV - XV w. istniała parafia prawosławna, która po zawarciu unii brzeskiej przyjęła jej postanowienia razem z całą eparchią chełmską.
Grabowiec był miejscem, w którym za czasów I Rzeczypospolitej zbierały się na sesje sądy: grodzki i ziemski.
W 1500 r. miasto zostało zniszczone przez Tatarów. W następstwie tych wydarzeń król Jan Olbracht w 1501 r. uwolnił Grabowiec od ceł i podatków na 6 lat. Przywilej ten potwierdził w 1511 r. Zygmunt I Stary, a tym samym przyznał kolejne ulgi w związku z najazdem Tatarów z 1506 r.
W 1509 roku miejscowość otrzymała przywilej niepłacenia kontrybucji wojennych, a w 1625 r. prawo odbywania targu w środę oraz nakaz organizacji cechów rzemieślniczych.
W 1394 r. Ziemowit IV przyczynił się do powstania w miejscowości parafii rzymskokatolickiej, która obejmowała 26 wsi.
W latach 1655–1662 odbudowano Zamek Grabowiecki pochodzący z XIII wieku, a zniszczony w 1500 r. Do odbudowy przyczynił się starosta Stanisław Sarbiewski. Pierwsze wzmianki o zamku pochodzą z 1617 r., a kolejne z 1624 r.
Od 1772 r. miejscowość znajdowała się przejściowo w zaborze austriackim (starostą pozostał Ludwik Wilga, który pełnił urząd dożywotnio, do 1796 r., był on ostatnią osoba na tym stanowisku). W 1809 r. Grabowiec wszedł w skład Księstwa Warszawskiego. 26 marca 1794 roku wybrano Jędrzeja Dudę i Józefa Nowickiego na burmistrzów Grabowca, następnie wybrano Jakuba Wysockiego i Józefa Nowickiego na stanowisko burmistrzów Grabowca, byli oni ostatnimi obieralnymi burmistrzami, ponieważ później był już tylko jeden burmistrz, którego mianowały władze centralne. 15 marca 1811 r. zgodnie z dekretem, który wydał król saski w Dreźnie, burmistrzem został Jan Podhajewski.
Od 1815 r. w miasto leżało na terenie zaboru rosyjskiego (Królestwo Kongresowe). 19 grudnia 1869 r. Grabowiec (ros. Грабовец) utracił prawa miejskie wskutek carskich represji po powstaniu styczniowym.
W 1864 w miejscowości wzniesiono cerkiew unicką, która dziewięć lat później, wskutek likwidacji unickiej diecezji chełmskiej, przymusowo stała się świątynią prawosławną. W 1905, po wejściu w życie ukazu tolerancyjnego, większość grabowieckich parafian przeszła na katolicyzm obrządku łacińskiego. Ludność Grabowca w większości posługiwała się już wtedy językiem polskim. W 1915 ci prawosławni, którzy nie dokonali konwersji, udali się na bieżeństwo. Ich opuszczoną świątynię w 1919 nowe władze polskie zamknęły, a następnie przekazały szkole. Wcześniej budynek krótko pełnił funkcje katolickiego kościoła św. Kajetana.
Do upadku miejscowości przyczyniły się wojny XVII-wieczne oraz pożar w 1814 r.
13 stycznia 1870 r. pozbawiono Grabowiec praw miejskich.
Po odzyskaniu niepodległości pierwszą osobą, która sprawowała urząd wójta był Jan Ciszewski, a ostatnim (do wybuchu II wojny światowej) Jan Poterucha.
Przed wybuchem II wojny światowej w miejscowości mieszkało 4212 osób, w tym 2356 narodowości żydowskiej i 62 ukraińskiej (według spisu powszechnego z 1921 r.). Dla porównania gmina Grabowiec liczyła wówczas 14178 mieszkańców, w tym 10725 Polaków, 2441 Żydów i 1053 Ukraińców.
25 września 1939 r. do wsi wkroczyły wojska radzieckie. Doszło wówczas do mordu 59 żołnierzy polskich. Wydarzenia te zostały nazwane przez Wiktora Zina "Małym Katyniem". Pozostali żołnierze polegli w walce w okolicach Góry Grabowiec – w 1989 r. postawiono tam pomnik upamiętniający owe walki.
10 października 1939 r. przybyły do Grabowca pierwsze oddziały wojsk niemieckich. Podczas okupacji niemieckiej znajdowało się we wsi getto, które funkcjonowało do 1942 r. Wywożono z niego ludzi do obozu zagłady w Sobiborze. Podczas działań wojennych wieś uległa zniszczeniu i spaleniu.
W 1943 r. miała miejsce akcja wysiedleńcza Polaków, w wyniku której pozostały w Grabowcu tylko nieliczne rodziny. Wysiedleńcy zostali ulokowani w obozie przejściowym w Zamościu. Na miejscu wysiedlanych Polaków osadzano Ukraińców i Niemców. Część polskich dzieci z Grabowca i okolic, spełniających tzw. wymogi rasowe, została wysłana do Niemiec i poddana germanizacji.
W nocy z 27 na 28 października 1943 r. oddział AK pod dowództwem Józefa Śmiecha „Ciąga” zaatakował posterunek policji ukraińskiej, ale go nie zdobył. Spalono jednak budynek byłej plebanii rzymskokatolickiej, w którym kwaterowała nieduża grupa żołnierzy SS (prawdopodobnie budynek był siedzibą jakiejś komisji kontyngentowej). Zginął jeden żołnierz niemiecki i 3 ukraińskich żołnierzy SS. Oprócz tego akowcy zastrzelili sprzyjających Ukraińcom sołtysa Włodzimierza Seniuka i prawosławnego duchownego Pawła Szwajkę i jego żonę Joannę.
W czerwcu 1944 r. wojska niemieckie przeprowadziły ostatnią akcje pacyfikacyjną przeciwko Polakom. Zatrzymano wówczas 250 osób. 25 lipca 1944 r. do Grabowca ponownie wkroczyły wojska radzieckie. E. Tokarczuk ustalił, że podczas działań wojennych II wojny światowej z gminy Grabowiec zginęło 2207 osób: 563 Polaków, 401 Ukraińców i 1243 Żydów.
W 1954 cerkiew prawosławna w Grabowcu, nieużytkowana od czasu wysiedleń mniejszości ukraińskiej, została rozebrana.

## Zabytki

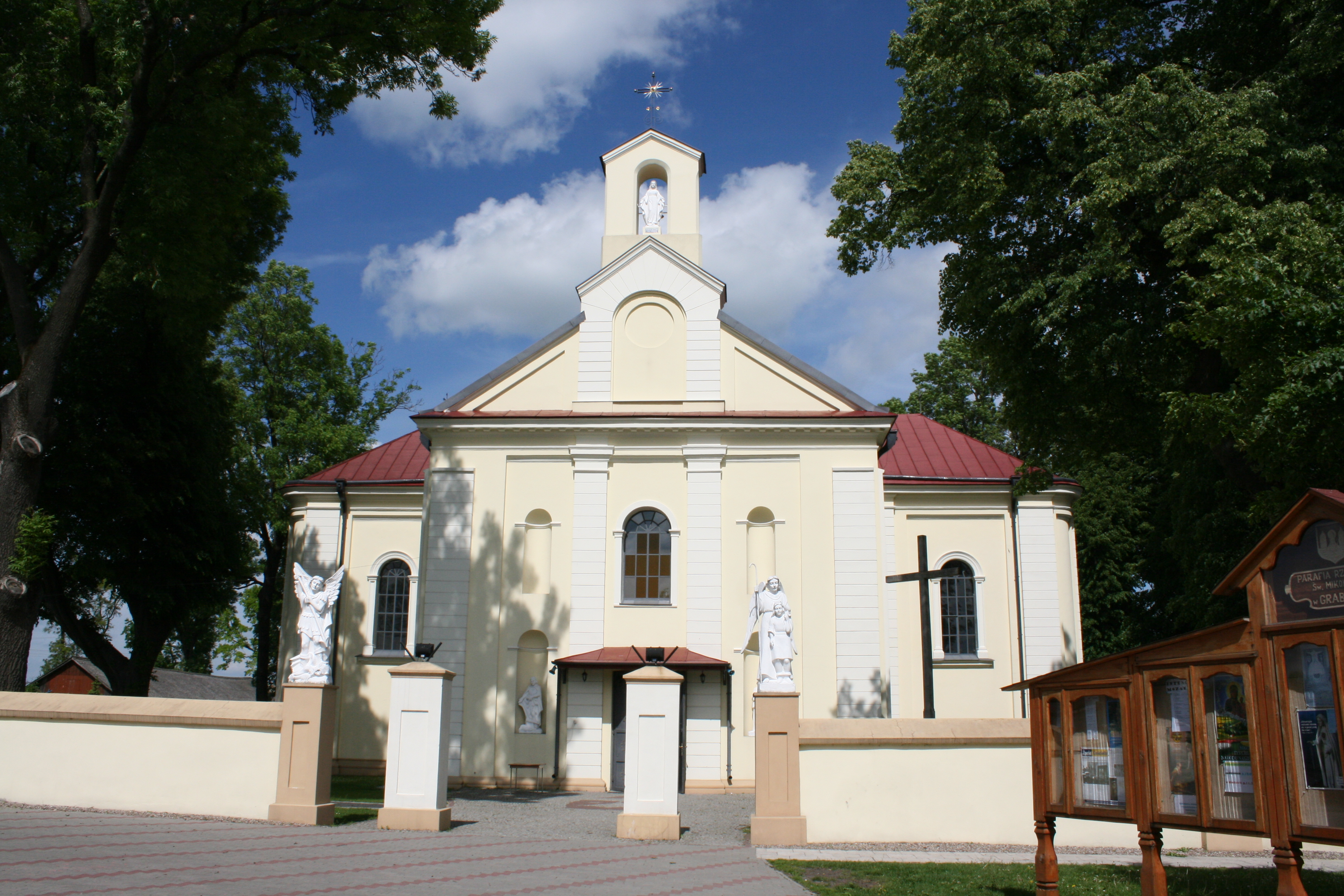
Kościół Św. Mikołaja

- kościół parafialny powstały w latach 1854–1855, a rozbudowany w 1905 r.;
- dzwonnica (1855);
- budynek z 1898 r. pierwotnie przeznaczony na siedzibę władz wsi – przed wejściem znajdują się drewniane ganki, elewacja dekorowana motywami rosyjskiej sztuki ludowej. W budynku znajdował się Urząd Gminy (1898–1980), Gminny Ośrodek Kultury (1980–1997) i Związek Kombatantów (1997–1998). Od 1998 r. do 2005 r. budynek był nieużytkowany. Od 7 lutego 2008 r. znajduje się on w rękach prywatnych. Wpisany do Rejestru Zabytków (A-496/90)[23];
- cmentarz parafialny – powstał w latach 1792–1798, ma powierzchnię 3,8 ha, wpisany do rejestru zabytków, położony w zachodniej części wsi.
- Góra Zamkowa - na której wznosił się zamek starostów powiatu grabowieckiego. Pierwotna zabudowa zamkowa była w większości drewniana. Po raz pierwszy wzmiankowany był w dokumencie z 1543 r. dotyczącym próby wykupienia starostwa grabowieckiego przez Arnulfa Uchańskiego, wymienione jest „fortalicium Grabowyecz”. Przy końcu XVI wieku Alessandro Guagnini odnotował, że Grabowiec to „drzewniane” miasto na równinie, a obok niego zamek, który „na górze wysokiej, naturą y obroną miejsca niedostępny leży”. Bartosz Paprocki około roku 1580 nazwał zamek grabowiecki „główniejszym” w porównaniu z tyszowieckim, ale już w 1586 r. Jan Zamoyski w liście do Wojciecha Baranowskiego wyraził swój niepokój o akta grabowieckie, gdyż wieżę, w której księgi leżały „wiatr obalił” i dokumenty mogły zostać rozniesione i zniszczone. Instrukcja sejmiku chełmskiego z 1624 r. informowała, że starosta grabowiecki Jakub Leszczkowski, podjął działania na skutek których dźwignął zamek z ruiny. W 1648 roku oddział Kozaków Chmielnickiego splądrował i częściowo spalił Grabowiec, ale nie zdobył zamku, natomiast Szwedzi, którzy pojawili się w miasteczku w 1655 r., prawdopodobnie także nie zdobyli warowni. Na sejmie w 1655 r. podjęto decyzję o odbudowie zamku. Zrealizował ją w latach 1655–1658 starosta grabowiecki Stanisław Sarbiewski. Konstytucja sejmowa z 1658 r. poleciła uzbroić zamek w „armatę porządną i amunicję” a mieszczanie grabowieccy byli zobowiązani do utrzymania w dobrym stanie wałów i w tym celu musieli wozić drewno dwa razy do roku „na poprawę zamku”. Z opisu z 1662 roku wynika, że dolna kondygnacja głównego budynku zamkowego miała sklepione pomieszczania, przy czym w jednym z tych pomieszczeń przechowywano księgi ziemskie, w drugim księgi grodzkie. Zniszczenia zamku dokonały wojska saskie gen. Saysona w 1716 r. podczas wojny północnej. Od tej pory obiekt chylił się ku upadkowi. W 1765 roku lustratorzy królewscy opisali, że zamek jest w ruinie: „zamczysko stare na górze nad miastem w wałach starych opadłych”, w nim wieża ze sklepionym pomieszczeniem do przechowywania ksiąg ziemskich i grodzkich, której mury już porozpadały się znacznie, obok rezydencja drewniana starosty składająca się z trzech sal i naprzeciwko rezydencji kuchnia z izdebką oraz stajnia z wozownią. Król Stanisław August Poniatowski w 1765 r. nakazał odbudowę zamku, ale polecenie to zapewne nie zostało zrealizowane. Po 1772 roku przestał pełnić on funkcję siedziby starosty i został zamieniony na więzienie. W 1807 r. w wyniku licytacji tzw. Dobra Grabowiec zostały sprzedane przez państwo i przeszły w ręce prywatne. Właścicielem został Feliks Radziejowski, który przed 1819 r. dużą część warowni polecił rozebrać. Kolejne prace rozbiórkowe miały miejsce w 1837 roku. W trakcie powstania styczniowego w marcu 1861 r. na Górze Zamkowej wzniesiono trzy krzyże drewniane, zastąpione w 1981 roku metalowymi[24][25][26].

## Edukacja
W Grabowcu funkcjonują dwa zespoły szkół:
- Zespół Szkół im. Henryka Sienkiewicza (przedszkole, szkoła podstawowa, Liceum ogólnokształcące),
- Zespół Szkół Ponadgimnazjalnych im. 8 Bydgoskiego Pułku Piechoty.

## Sport
- Klub Sportowy „Victoria” z sekcją piłkarską mężczyzn oraz sekcją siatkarską kobiet
- Klub Siatkarski „Pawex” Grabowiec (sekcja męska).